# Учебное (Кабардино-Балкария)
Уче́бное — село в Прохладненском районе Кабардино-Балкарской Республики. Административный центр муниципального образования «Сельское поселение Учебное».

## География
Селение расположено в центральной части Прохладненского района, на правом берегу реки Малка. Находится в 4 км к северо-западу от районного центра Прохладный и в 68 км к северо-востоку от города Нальчик.
Граничит с землями населённых пунктов: Янтарное на юго-западе, Лесное на западе, Солдатская на северо-западе, Шарданово на северо-востоке и городом Прохладный на юго-востоке.
Населённый пункт расположен наклонной Кабардинской равнины, в равнинной зоне республики. Средние высоты на территории села составляют около 245 метров над уровнем моря. Рельеф местности представляет собой в основном слабо-волнистые равнины с общим уклоном с юго-запада на северо-восток, без резких колебаний относительных высот. К северу от села имеются малые скопления курганных возвышенностей.
Гидрографическая сеть в основном представлена рекой Малка, а также Прохладненским каналом и различными искусственными водоёмами.
Климат влажный умеренный, с тёплым летом и прохладной зимой. Среднегодовая температура воздуха положительная и составляет +11,0°С. Среднемесячная температура воздуха в июле достигает +24,0°С, в январе составляет около -2,0°С. Среднегодовое количество осадков составляет около 700 мм. Абсолютная среднегодовая влажность воздуха составляет 9,5—9,7 мм. Важнейшими климатообразующими факторами являются: с одной стороны близость высоких гор с обширными пространствами ледников, а с другой – близость на северо-востоке засушливой Прикаспийской низменности.

## История
Населённый пункт имеет первоначальную историю, как база Терского сельскохозяйственного техникума.
В 1912 году по распоряжению атамана Терской области, было начато строительство Прохладненской областной сельскохозяйственной школы. Этот год и считается официальной датой основания селения.
Строительство школы и её оборудование было завершено в 1915 году. Тогда же была открыта двухгодичная начальная школа Терского казачества.
1 сентября 1927 года сельскохозяйственная школа была реорганизована в сельскохозяйственный техникум и началось строительство новых учебных корпусов, производственных объектов, общежития для учащихся и жилые дома для преподавателей.
В годы Великой Отечественной войны посёлок сильно пострадал во время оккупации немецкими войсками. Освобождён в начале 1943 года.
В 1968 году избран административным центром новообразованного Учебненского сельсовета, в состав которого были включены посёлки Учебный и Лесной.

## Население
| 2002 | 2010  | 2021  |
| ---- | ----- | ----- |
| 1073 | ↗1108 | ↗1264 |

Национальный состав
По данным Всероссийской переписи населения 2021 года:
| Народ                | Численность, чел. | Доля от всего населения, % | Доля от указавших нац-ть, % |
| -------------------- | ----------------- | -------------------------- | --------------------------- |
| русские              | 915               | 72,39 %                    | 75,12 %                     |
| кабардинцы (черкесы) | 166               | 13,13 %                    | 13,63 %                     |
| * кабардинцы         | 165               | 13,05 %                    | 13,55 %                     |
| * черкесы            | 1                 | 0,08 %                     | 0,08 %                      |
| балкарцы             | 27                | 2,14 %                     | 2,22 %                      |
| цыгане               | 17                | 1,34 %                     | 1,39 %                      |
| другие               | 93                | 7,36 %                     | 7,64 %                      |
| нет / не указано     | 46                | 3,64 %                     | -                           |
| всего                | 1264              | 100 %                      | 100 %                       |

Половозрастной состав
По данным Всероссийской переписи населения 2010 года:
| Возраст     | Мужчины, чел. | Женщины, чел. | Общая численность, чел. | Доля от всего населения, % |
| ----------- | ------------- | ------------- | ----------------------- | -------------------------- |
| 0 — 14 лет  | 100           | 87            | 187                     | 16,88 %                    |
| 15 — 59 лет | 344           | 411           | 755                     | 68,14 %                    |
| от 60 лет   | 57            | 109           | 166                     | 14,98 %                    |
| Всего       | 501           | 607           | 1108                    | 100 %                      |

Мужчины — 501 чел. (45,22 %). Женщины — 607 чел. (54,78 %).
Средний возраст населения — 35,2 лет. Медианный возраст населения — 33,2 лет.
Средний возраст мужчин — 32,4 лет. Медианный возраст мужчин — 31,5 лет.
Средний возраст женщин — 37,4 лет. Медианный возраст женщин — 34,4 лет.

## Образование
Школы
- МКОУ Средняя общеобразовательная школа — ул. Школьная, 17.
- МКДОУ Начальная школа Детский Сад — ул. Садовая, 13.

Колледжи и университеты
- Терский филиал Кабардино-Балкарского государственного аграрного университета им. В.М. Кокова[10] — ул. Школьная, 1.

## Здравоохранение
- Участковая больница — ул. Школьная, 3.

## Культура
Культурно-досуговый центр — ул. Школьная, 5.

## Улицы
На территории села зарегистрировано 9 улиц, 2 переулка и 1 квартал:
Улицы
| 1-й микрорайон |
| 2-й микрорайон |
| Берёзовая      |

| Восточная |
| Луговая   |
| Озёрная   |

| Приозёрная |
| Садовая    |
| Школьная   |

Переулки
| Квартал Общежитие |

| Бригадный |

| Парковый |